# Premio Nacional de Teatro de Cataluña
El Premio Nacional de Teatro de Cataluña (en catalán: Premi Nacional de Teatre de Catalunya) fue un premio teatral específico en Cataluña (España), parte de los Premios Nacionales de Cultura y que se concedía anualmente por la Generalidad de Cataluña, reconociendo la trayectoria profesional de cada galardonado en su categoría. El premio estaba dotado con 18.000 euros.
El galardón se otorgaba por un jurado que presidía en Consejero de Cultura de la Generalidad y se entregaba en una ceremonia donde estaba presente el Presidente de la Generalidad de Cataluña. A principios de abril de 2013 se hizo público que el Gobierno de la Generalidad de Cataluña reducía los Premios Nacionales de 16 a 10, eliminando todas las categorías, con la intención de "cortar" su "crecimiento ilimitado".
El 29 de mayo de 2018 fue galardonado con el premio Català de l'any 2017.

## Galardonados
Desde 1995, el Premio Nacional de Teatro se otorgó a:
- 1995 — La Cubana
- 1996 — Mario Gas
- 1997 — Rodolf Sirera
- 1998 — Joan Brossa
- 1999 — Ricard Salvat
- 2000 — Sergi Belbel
- 2001 — Carles Santos
- 2002 — Feliu Formosa
- 2003 — Anna Lizaran
- 2004 — Josep Maria Pou
- 2005 — Sala Beckett
- 2006 — Lluís Homar
- 2007 — Lluïsa Cunillé
- 2008 — Salvador Sunyer
- 2009 — Francesc Orella
- 2010 — Mercè Arànega
- 2011 — Pere Arquillué[3]
- 2012 — Carme Sansa[4]